# Cerro Pasa Willkhí
Cerro Pasa Willkhí är ett berg i Bolivia.   Det ligger i departementet Oruro, i den västra delen av landet, 400 km väster om huvudstaden Sucre. Toppen på Cerro Pasa Willkhí är 5 009 meter över havet, eller 72 meter över den omgivande terrängen. Bredden vid basen är 1,2 km.
Terrängen runt Cerro Pasa Willkhí är huvudsakligen kuperad, men åt sydost är den bergig. Trakten runt Cerro Pasa Willkhí är nära nog obefolkad, med mindre än två invånare per kvadratkilometer.. 
Omgivningarna runt Cerro Pasa Willkhí är i huvudsak ett öppet busklandskap.